# قلم رصاص ميكانيكي

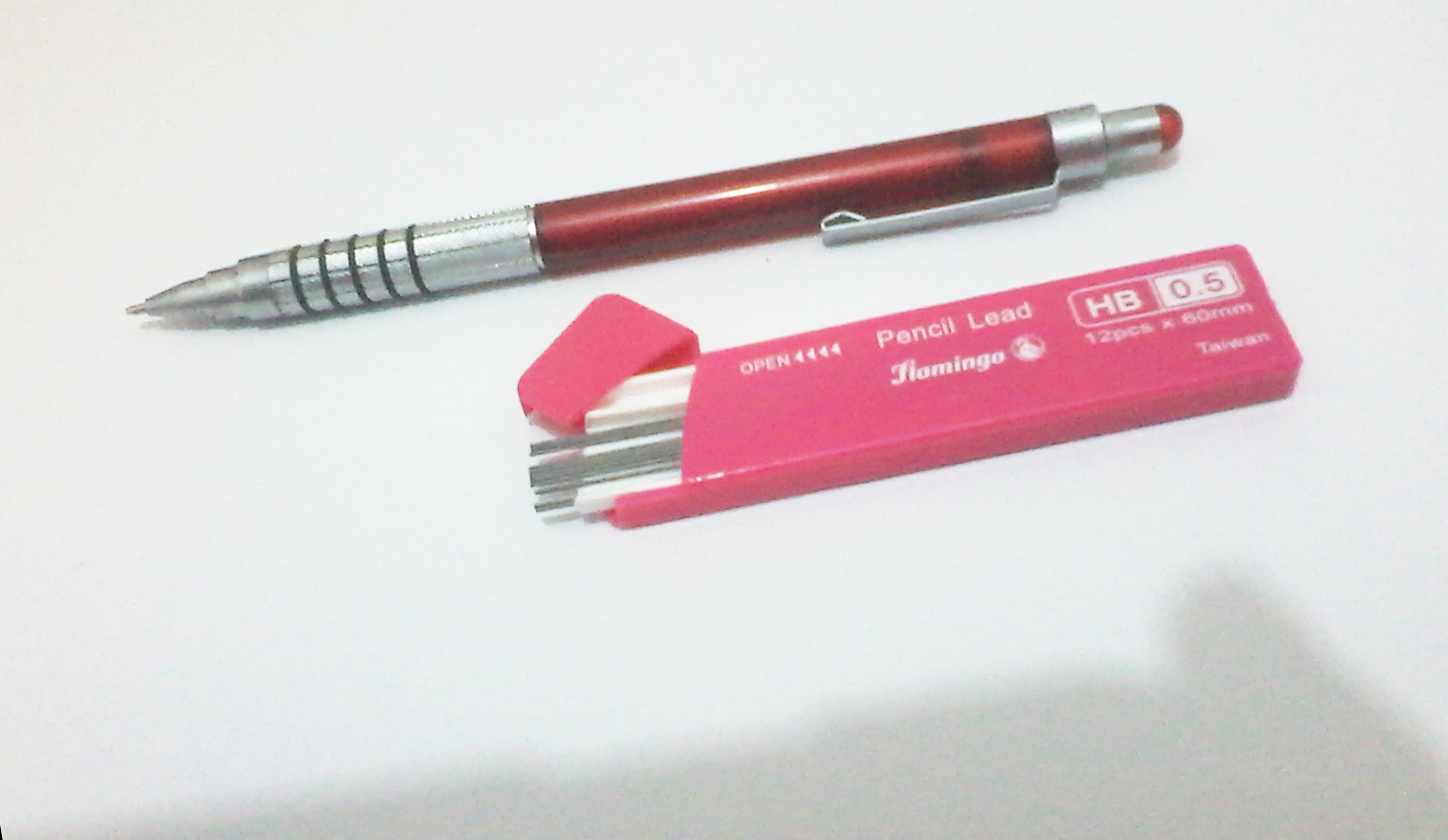
قلم رصاص كباس مع السنون.

قلم الرصاص الكباس أو قلم السنون هو شكل من أشكال القلم الرصاص، ولكنه يختلف عنها في أنه قابل لإعادة الاستخدام حيث تعبأ فيه أعواد الرصاص بشكل متكرر. يعتبر أكثر صداقة للبيئة من القلم العادي حيث أنه لا يصنع
من الخشب، وقابل لإعادة الاستخدام. كما أنه النوع المفضل خاصة للرسامين والمهندسين، حيث أن قطر الأعواد فيه صغير؛ غالبًا إما ذوات قطر يبلغ 0.4 أو 0.7 مليمترًا، مما يساعد في رسم وتوضيح المعالم الدقيقة.